# Jean-Philippe Vasseur
Pour les articles homonymes, voir Vasseur.
Jean-Philippe Vasseur (né le 7 août 1946 dans le 15e arrondissement de Paris où il est mort le 19 mai 2022), est un altiste français.

## Formation
Jean-Philippe Vasseur a étudié l'alto au Conservatoire national supérieur de musique et de danse de Paris dans la classe de Léon Pascal.

## Carrière
Jean-Philippe Vasseur « a donné ses lettres de noblesse à l'alto ». Membre de l'orchestre de l'Opéra de Paris, il a collaboré avec l'Ensemble Inter-Contemporain et l'Ensemble Mosaïques. Alto solo de l'orchestre des Champs-Élysées depuis sa création, il a donné de nombreux concerts en Europe, aux États-Unis, au Japon et en Russie. Il a enregistré en particulier les mélodies de Charles Martin Loeffler avec Brigitte Balleys et Laurent Martin mais il consacre principalement son temps à l'enseignement.
Il a également enregistré des œuvres pour viole d'amour (concerti de Stamitz, diverses sonates en trio).
Pour l'alto, avec le trio Novalis, enregistrement des huit pièces de Max Bruch et, avec le quatuor Turner, l'opus 18 de Beethoven.
À partir de 1980, il est titulaire d’une classe d’alto au Conservatoire national supérieur de musique et de danse de Lyon et donne des cours à Montréal,.

## Ouvrages
Jean-Philippe Vasseur est également responsable de nombreuses publications sur l’alto,, ainsi que d'un catalogue raisonné, 10 ans avec l'alto, édité par l'Institut de pédagogie musicale et chorégraphique de Paris en 1991.